# Cyclopina kasignete
Cyclopina kasignete is een eenoogkreeftjessoort uit de familie van de Cyclopinidae. De wetenschappelijke naam van de soort is voor het eerst geldig gepubliceerd in 2008 door Karanovic.